# Markus Jonsson
Markus Jonsson (Växjö, 9 marzo 1981) è un ex calciatore svedese, di ruolo difensore.

## Carriera

### Club
Jonsson svolse quasi tutta la trafila delle giovanili con il Växjö BK. Solo nel 1998 passò al settore giovanile dell'Öster, mentre l'anno successivo entrò a far parte della prima squadra. Rimase in rossoblu fino al 2005, disputando quindi 7 stagioni di cui 6 da titolare fisso. Durante questo periodo militò sempre nella seconda serie nazionale, fatta eccezione per la partecipazione all'Allsvenskan 2003. Nel 2004, nonostante stesse giocando nel campionato di Superettan in virtù della retrocessione dell'anno precedente, Jonsson poté comunque esordire in Coppa UEFA poiché la squadra si era qualificata alla competizione grazie al UEFA Fair Play ranking. Nei suoi ultimi due anni all'Öster fu il secondo miglior marcatore stagionale della squadra avendo segnato 7 gol in 30 partite nel 2004 e 8 gol in 27 partite della stagione 2005, e considerando anche che nel frattempo era diventato rigorista.
In vista della stagione 2006 si trasferì a parametro zero all'AIK, squadra che era appena risalita in Allsvenskan. Esordì con questa maglia il 2 aprile 2006, quando andò anche a segno nel pareggio per 2-2 contro il Gefle. Anche qui fu il rigorista della squadra: nei suoi quattro anni in nerogiallo trasformò tutti e 12 i calci di rigore da lui calciati in campionato ed entrambi quelli calciati in coppa, tanto da ricevere il soprannome di "Mr. 100%" proprio per via della sua infallibilità dal dischetto. La sua ultima stagione all'AIK, quella del 2009, coincise con la conquista sia del campionato svedese che della Coppa di Svezia.
A partire dal gennaio del 2010, scaduto il contratto con l'AIK, Jonsson diventò un giocatore del Panionios, squadra greca con cui firmò per due anni e mezzo.
Dopo aver rescisso con il Panionios, il 20 gennaio 2012 firmò un contratto con i norvegesi del Brann. Il 27 novembre 2014 il Brann – che il giorno prima aveva chiuso la stagione con una retrocessione – comunicò sul proprio sito che il contratto con il giocatore, in scadenza al termine della stagione, non sarebbe stato rinnovato. Allo stesso tempo, il giocatore trentatreenne annunciò il suo ritiro dal calcio giocato, anche a causa di un problema al polpaccio che lo aveva condizionato negli ultimi anni di attività.

### Nazionale
Conta 4 presenze per la Svezia.

## Palmarès

### Club

#### Competizioni nazionali
- Campionato svedese: 1

AIK: 2009
- Svenska Cupen: 1

AIK: 2009